# 주상하이 대한민국 총영사관
주 상하이 대한민국 총영사관은 1993년 중화인민공화국 상하이에 개설된 대한민국 외교부 소속의 총영사관이다.

## 공관 연혁
- 1992년 12월 31일: 한중 양국간 상하이·부산 총영사관 상호설치 협의[2]
- 1993년
  - 4월 24일: 초대 총영사 부임[3][2]
  - 6월 11일: 총영사관 창설[2]
  - 7월 1일: 연안서로 2220호(延安西路2200号)에 위치하는 상해국제무역중심 9층 입주[2][3]
  - 7월 14일: 총영사관 개관식 개최[2][3]
- 1997년 4월 25일: 총영사관 신축영사부지 계약 체결[3]
- 2004년
  - 4월 12일: 국유화 신축청사 입주[3]
  - 5월 28일: 신관 개관식 개최[3]

## 관할지역
- 상하이시
- 장쑤성
- 저장성
- 안후이성[1]

## 역대 공관장
| 대수          | 성명           | 취임            |
| ------------- | -------------- | --------------- |
| 제1대 총영사  | 윤해중(尹海重) | 1993년 4월 24일 |
| 제2대 총영사  | 경창헌(慶昌憲) | 1996년 3월 5일  |
| 제3대 총영사  | 손상하(孫相賀) | 1997년 9월 15일 |
| 제4대 총영사  | 신국호(申國昊) | 1999년 8월 12일 |
| 제5대 총영사  | 이선진(李先鎭) | 2002년 9월 2일  |
| 제6대 총영사  | 박상기(朴相起) | 2003년 6월 6일  |
| 제7대 총영사  | 김양(金揚)     | 2005년 9월 9일  |
| 제8대 총영사  | 김정기(金正基) | 2008년 6월 13일 |
| 제9대 총영사  | 안총기(安總基) | 2011년 3월 11일 |
| 제10대 총영사 | 구상찬(具相燦) | 2013년 6월 5일  |
| 제11대 총영사 | 한석희(韓碩熙) | 2015년 4월 30일 |
| 제12대 총영사 | 변영태(卞永台) | 2017년 4월 25일 |
| 제13대 총영사 | 박선원(朴善源) | 2018년 1월 10일 |
| 제14대 총영사 | 최영삼(崔泳杉) | 2018년 11월 5일 |
| 제15대 총영사 | 김승호(金勝鎬) | 2020년 12월     |
| 제16대 총영사 | 김영준         | 2023년 2월      |

## 같이 보기
- 대한민국의 재외공관 목록
  - 주중국 대한민국 대사관
  - 주광저우 대한민국 총영사관
  - 주시안 대한민국 총영사관
  - 주우한 대한민국 총영사관
  - 주칭다오 대한민국 총영사관
  - 주홍콩 대한민국 총영사관
- 중화인민공화국 주재 외국공관 목록
- 대한민국-중화인민공화국 관계